# 福泽考什博道
福泽考什博道，是匈牙利巴兰尼亚州所辖的一个村。总面积7.02平方公里，总人口200，人口密度28.5人/平方公里（2011年1月1日）。